# Liste du patrimoine immobilier classé de Durbuy
Cette page regroupe l'ensemble du patrimoine immobilier classé de la ville belge de Durbuy.
| Objet | Année de construction / Architecte | Adresse                                                                 | Section communale  | Coordonnées                      | Numéro d’inventaire | Illustration |
| --- | ---------------------------------- | ----------------------------------------------------------------------- | ------------------ | -------------------------------- | ------------------- | --- |
| La halle aux blés ou maison espagnole, à Durbuy |                                    |                                                                         | Durbuy             | 50° 21′ 08″ nord, 5° 27′ 22″ est | 83012-CLT-0001-01   | La halle aux blés ou maison espagnole, à Durbuy |
| Le hêtre centenaire situé à Durbuy à l'endroit dénommé Haie des Veaux |                                    |                                                                         | Durbuy             | 50° 20′ 47″ nord, 5° 26′ 48″ est | 83012-CLT-0002-01   | Image manquanteTéléverser |
| Les façades et toitures de l'immeubles sis rue des Récollets, n°38 (presbytère) à Durbuy |                                    | Rue des Récollets, 38                                                   | Durbuy             | 50° 21′ 10″ nord, 5° 27′ 24″ est | 83012-CLT-0003-01   | Les façades et toitures de l'immeubles sis rue des Récollets, n°38 (presbytère) à Durbuy |
| Les façades et les toitures du château-ferme de Bomal, à Durbuy (ferme Houard) |                                    |                                                                         | Bomal              | 50° 22′ 35″ nord, 5° 31′ 18″ est | 83012-CLT-0005-01   | Image manquanteTéléverser |
| Église Notre-Dame de Borlon |                                    |                                                                         | Borlon             | 50° 22′ 45″ nord, 5° 24′ 17″ est | 83012-CLT-0007-01   | Église Notre-Dame de Borlon |
| Le mur entourant le cimetière de l'église Notre-Dame de Borlon |                                    |                                                                         | Borlon             | 50° 22′ 45″ nord, 5° 24′ 17″ est | 83012-CLT-0008-01   | Le mur entourant le cimetière de l'église Notre-Dame de Borlon |
| Tour de Grandhan : la vieille tour, dite de Justice, annexée au château de Grandhan |                                    |                                                                         | Grandhan           | 50° 19′ 47″ nord, 5° 24′ 31″ est | 83012-CLT-0010-01   | Tour de Grandhan : la vieille tour, dite de Justice, annexée au château de Grandhan |
| Église Sainte-Marguerite et mur du cimetière d’Enneilles (M) et ensemble formé par cette église, le cimetière et les abords (S)                                                                                        |                                    | Enneilles                                                               | Grandhan           | 50° 19′ 01″ nord, 5° 22′ 43″ est | 83012-CLT-0011-01   | Église Sainte-Marguerite d’Enneilles, cimetière et abords |
| Deux tilleuls croissant à Chêne-à-Han |                                    | Intersection du chemin de Somme-Leuze et de celui d'Enneilles-Lamarteau | Grandhan           | 50° 19′ 54″ nord, 5° 23′ 24″ est | 83012-CLT-0012-01   | Image manquanteTéléverser |
| Tour d'Izier, murs et toitures du corps de logis du château-ferme d'Izier (M) ainsi que l'ensemble formé par la tour, le corps de logis, la ferme et la cour, et la parcelle qui porte ces bâtiments (S)               |                                    |                                                                         | Izier              | 50° 23′ 00″ nord, 5° 34′ 49″ est | 83012-CLT-0013-01   | Château-ferme d’Izier et sa parcelle |
| Église Saint-Martin de Tohogne |                                    |                                                                         | Tohogne            | 50° 22′ 49″ nord, 5° 28′ 50″ est | 83012-CLT-0014-01   | Église Saint-Martin de Tohogne |
| Chapelle castrale Saint-Remacle |                                    | Place Vendôme, à droite du 44, Verlaine-sur-Ourthe                      | Tohogne            | 50° 24′ 06″ nord, 5° 30′ 44″ est | 83012-CLT-0015-01   | Chapelle castrale Saint-Remacle |
| Immeuble sis à Tohogne (maison de Nonancourt) |                                    | Rue de Presseux                                                         | Tohogne            | 50° 22′ 53″ nord, 5° 28′ 47″ est | 83012-CLT-0017-01   | Immeuble sis à Tohogne (maison de Nonancourt) |
| Église Sainte-Walburge de Wéris |                                    |                                                                         | Wéris              | 50° 19′ 36″ nord, 5° 31′ 50″ est | 83012-CLT-0018-01   | Église Sainte-Walburge de Wéris |
| Dolmens du domaine de Wéris |                                    |                                                                         | Wéris              | 50° 20′ 00″ nord, 5° 31′ 22″ est | 83012-CLT-0019-01   | Dolmens du domaine de Wéris |
| Ensemble formé par l'église et la maison forte de Wéris |                                    |                                                                         | Wéris              | 50° 19′ 35″ nord, 5° 31′ 47″ est | 83012-CLT-0020-01   | Ensemble formé par l'église et la maison forte de Wéris |
| Anciennes murailles d'enceinte de la ville de Durbuy |                                    |                                                                         | Durbuy             | 50° 21′ 07″ nord, 5° 27′ 28″ est | 83012-CLT-0022-01   | Anciennes murailles d'enceinte de la ville de Durbuy |
| Les façades et toitures de la maison Legros à Durbuy |                                    |                                                                         | Barvaux-sur-Ourthe | 50° 21′ 03″ nord, 5° 29′ 38″ est | 83012-CLT-0023-01   | Les façades et toitures de la maison Legros à Durbuy |
| Les façades et toitures de la chapelle incorporée à l'habitation de M. Paridaens à Durbuy, et le panneau dédicatoire situé à l'intérieur de l'édifice (M) ainsi que l'ensemble formé par la chapelle et ses abords (S) |                                    |                                                                         | Bende              | 50° 25′ 10″ nord, 5° 24′ 53″ est | 83012-CLT-0024-01   | Les façades et toitures de la chapelle incorporée à l'habitation de M. Paridaens à Durbuy, et le panneau dédicatoire situé à l'intérieur de l'édifice (M) ainsi que l'ensemble formé par la chapelle et ses abords (S) |
| Chapelle Saint-Denis de Juzaine |                                    | Juzaine                                                                 | Bomal              | 50° 22′ 13″ nord, 5° 32′ 03″ est | 83012-CLT-0026-01   | Chapelle Saint-Denis de Juzaine |
| Les façades et toitures de l'immeuble La Poivrière sis Grand-Rue n°28 à Durbuy |                                    | Grand-Rue, 28                                                           | Barvaux-sur-Ourthe | 50° 21′ 02″ nord, 5° 29′ 40″ est | 83012-CLT-0027-01   | Les façades et toitures de l'immeuble La Poivrière sis Grand-Rue n°28 à Durbuy |
| Ancien presbytère (façades et toitures) |                                    | Rue de Liège, à gauche du 29                                            | Bomal              | 50° 22′ 45″ nord, 5° 31′ 24″ est | 83012-CLT-0028-01   | Ancien presbytère (façades et toitures) |
| Mont Saint Rahy à Bomal |                                    |                                                                         | Bomal              | 50° 23′ 04″ nord, 5° 32′ 28″ est | 83012-CLT-0029-01   | Image manquanteTéléverser |
| Les Grandes Roches |                                    |                                                                         | Bomal              | 50° 22′ 40″ nord, 5° 31′ 44″ est | 83012-CLT-0030-01   | Image manquanteTéléverser |
| Ensemble formé par la chapelle Sainte-Geneviève, les tilleuls et la pelouse qui l'entourent à Izier |                                    |                                                                         | Izier              | 50° 22′ 57″ nord, 5° 35′ 15″ est | 83012-CLT-0031-01   | Ensemble formé par la chapelle Sainte-Geneviève, les tilleuls et la pelouse qui l'entourent à Izier |
| La Longue Haye à Ozo comprenant le chemin rural appelé Voye du Juzaine et les deux lieux-dits Calvaire et Longue Haye                                                                                                  |                                    | Ozo                                                                     | Izier              | 50° 22′ 07″ nord, 5° 32′ 17″ est | 83012-CLT-0035-01   | Image manquanteTéléverser |
| Les façades et toitures de l'immeuble sis rue des Récollets, n°39 (Institut Clairval) à Durbuy |                                    | Rue des Récollets, 39                                                   | Durbuy             | 50° 21′ 11″ nord, 5° 27′ 25″ est | 83012-CLT-0036-01   | Les façades et toitures de l'immeuble sis rue des Récollets, n°39 (Institut Clairval) à Durbuy |
| L'ancienne halle aux blés, dite aussi « Maison espagnole » |                                    |                                                                         | Durbuy             | 50° 21′ 08″ nord, 5° 27′ 22″ est | 83012-PEX-0001-04   | L'ancienne halle aux blés, dite aussi « Maison espagnole » |
| L'ensemble des peintures murales de la nef de l'église Saint-Martin de Tohogne |                                    |                                                                         | Tohogne            | 50° 22′ 49″ nord, 5° 28′ 50″ est | 83012-PEX-0002-04   | L'ensemble des peintures murales de la nef de l'église Saint-Martin de Tohogne |
| L'ensemble des dolmens et menhirs du champ mégalithique de Wéris |                                    |                                                                         | Wéris              | 50° 20′ 00″ nord, 5° 31′ 22″ est | 83012-PEX-0003-04   | L'ensemble des dolmens et menhirs du champ mégalithique de Wéris |